# 제9사단 (베트남 공화국)
제9보병사단(Sư đoàn 9 Bộ binh)은 베트남 공화국군 제3군단 소속의 사단으로, 베트남 공화국의 남부인 메콩강 삼각주 지역을 방어하는 역할을 맡았다.